# 中央海岸
中央海岸（英語：Central Coast），位於美國加利福尼亞州穆古岬與蒙特雷灣之間的沿海地區，地處洛杉磯的西北方和三藩市灣區的南方，包含被稱為「大蘇爾」的崎嶇、鄉郊和人煙稀少的海岸線 。中央海岸橫跨了6個縣，包括：文圖拉、聖巴巴拉、聖路易斯-奧比斯波、蒙特雷、聖貝尼托和聖塔克魯茲。它亦是中央海岸葡萄種植區的所在地。

## 外部連結

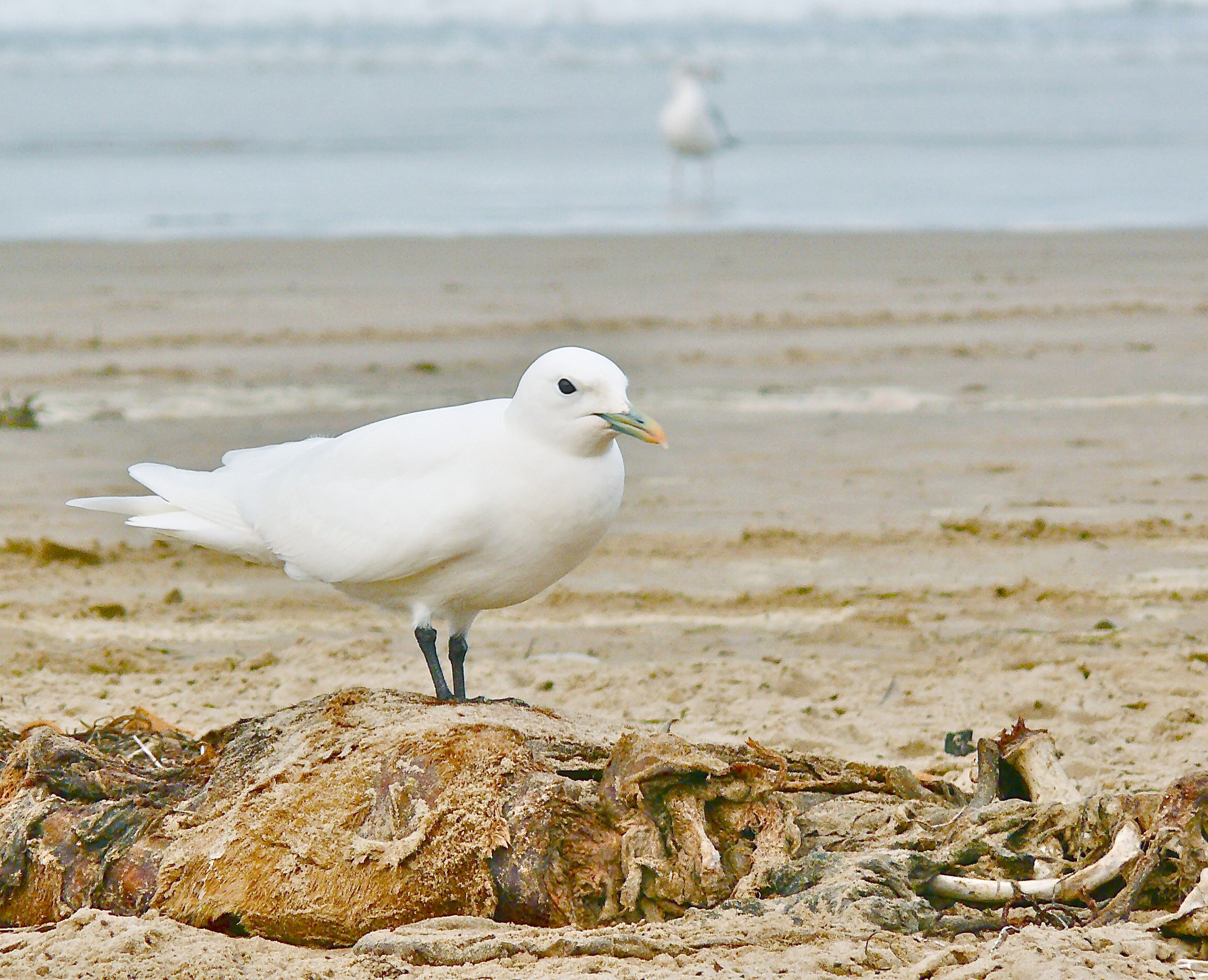
A rare vagrant Ivory Gull on a Central Coast beach

- Central California Coast Guide with Photos A comprehensive guide to California's Central Coast

35°36′N 121°06′W / 35.6°N 121.1°W